# Sant Feliu Sasserra
Sant Feliu Sasserra  (San Felíu Sasserra) là một đô thị trong comarca Bages, tỉnh Barcelona, Catalonia, Tây Ban Nha.
| 1900 | 1930 | 1950 | 1970 | 1981 | 1986 |
| ---- | ---- | ---- | ---- | ---- | ---- |
| 559  | 691  | 672  | 591  | 674  | 633  |